# Rhomboentomozoidae
De Rhomboentomozoidae zijn een familie van uitgestorven kreeftachtigen uit de klasse van de Ostracoda (mosselkreeftjes).

## Geslachten
- Franklinella Stewart & Hendrix, 1945 †
- Paraungerella Wang (Shang-Qi), 1986 †
- Pseudoentomozoe Pribyl, 1950 †
- Rhomboentomozoe Pribyl, 1950 †
- Yulinentomozoe Wang (Shang-Qi), 1989 †